# Hale T-Pole
Pas d'image ? Cliquez ici

a Compétitions nationales et continentales officielles uniquement.

b Matchs officiels uniquement.
Dernière mise à jour le 7 février 2019.
Tevita Hale Nai Tu'uhoko T-Pole dit Hale T-Pole, né le 30 avril 1979 à Longolongo dans les îles Tonga, est un joueur tongien de rugby à XV qui évolue principalement aux postes de troisième ligne aile ou centre.